# Guan Xiaotong
Guan Xiaotong (chino: 关晓彤; Pekín, 17 de septiembre de 1997), también conocida por su nombre en inglés Traey Miley, es una actriz china. Es conocida por sus papeles en Nuan, The Promise and The Left Ear y la serie de televisión To Be a Better Man.
Es considerada como una de las «Hijas de la Nación» en China, así como una de las «cuatro actrices Dan de la generación posterior a los 90», junto con Zheng Shuang, Zhou Dongyu y Yang Zi.

## Biografía
Guan nació en una familia de actores en Pekín. Su padre, Guan Shaoceng, era un actor, y su abuelo jugaba guqin. Desde infante, su familia alentó su pasión por las artes, y ella protagonizó Nuan a la edad de cuatro años. 
En 2016, Guan fue admitida en la Academia de Cine de Beijing después de colocarse primera en la sección de práctica y escritura en Chinese College Entrance Examinations.
El 8 de octubre de 2017 se confirmó que estaba saliendo con el cantante y actor chino Luhan. En noviembre de 2021 saltó la noticia de que estaban planeando casarse en febrero de 2022.

## Carrera
Guan obtuvo atención cuando ella actuó en Nuan, una adaptación del cuento corto del autor Mo Yan, The White Dog and the Swing. La película obtuvo una recepción positiva en China y Japón. El mismo año, protagonizó Electric Shadows.
Guan subió a la prominencia como una actriz infantil a través de la película de Chen Kaige, The Promise, interpretando la versión joven de Cecilia Cheung. Continuó aumentando su filmografía, protagonizando varias series de televisión y películas.
Su popularidad aumentó cuando protagonizó la serie de televisión en mayo de 2014, May December Love, que recibió altas calificaciones en China. También protagonizó A Master of Two Servants, que le valió el premio a la Mejor actriz de Reparto en los premios Wenrong Hengdian Awards. Después de la trasmisión de estos dramas, Guan fue nombrada como la «Hija de la Nación" por los medios chinos.
En 2015, Guan protagonizó la película The Left Ear y ganó el premio como la Actriz Más Potencial en Gold Aries Award celebrado por el Festival Internacional de Cine de Macao. En el mismo año, ella también lanzó su primer álbum en solitario, Eighteen.
En 2016, Guan protagonizó To Be A Better Man junto a Sun Honglei, Jiang Shuying y Zhang Yixing. La serie fue muy popular durante su carrera en China, y Guan ganó el premio a la mejor actriz de reparto en el Festival de Televisión de Shanghái por su actuación. También protagonizó su primer papel como protagonista en el drama de fantasía Novoland: The Castle in the Sky, y ganó el premio a la mejor actriz en el séptimo Festival Internacional de Televisión de Macao por su actuación.
En 2017, se anunció que Guan fue elegida para la próxima película de Zhang Yimou, Shadow.

## Otras actividades
En 2017, Guan se convirtió en la embajadora del «Día Mundial de la Vida», una campaña conjunta del Programa de las Naciones Unidas para el Medio Ambiente, el Fondo Internacional para el Bienestar Animal y The Nature Conservancy. El tema del evento de este año es alentar a los jóvenes de todo el mundo a promover los peligros que enfrenta la vida silvestre.

## Filmografía

### Películas
| Año  | Título                               | Título original      | Papel                         | Notas |
| ---- | ------------------------------------ | -------------------- | ----------------------------- | ----- |
| 2003 | Profoundly Affecting                 | 《惊心动魄》         | Shuang Shuang                 |       |
| 2003 | Nuan                                 | 《暖》               | Ya                            |       |
| 2005 | Red Mountain Rain                    | 《红山雨》           | Pequeña nieta                 | Cameo |
| 2005 | Electric Shadows                     | 《电影往事》         | Jiang Lingling                |       |
| 2005 | The Promise                          | 《无极》             | Qingcheng (joven)             |       |
| 2006 | Only Promises Keeps My Heart         | 《唯有承诺留我心》   | Han Xueting (joven)           |       |
| 2008 | Xiao Tian Enters the City            | 《小田进城》         | Xiao Tian                     |       |
| 2008 | Help                                 | 《救我》             | Xiao Xue                      |       |
| 2009 | The Treasure Hunter                  | 《刺陵》             | Lan Ting (joven)              |       |
| 2010 | Spring Buds Blossoms                 | 《春蕾绽放》         | Nong Xiaomei                  |       |
| 2010 | If You Are the One 2                 | 《非诚勿扰2》        | Chuan Chuan                   |       |
| 2011 | Summer's Latte Art                   | 《夏天的拉花》       | Chica joven                   | Cameo |
| 2012 | Painted Skin: The Resurrection       | 《画皮2》            | Princesa Jing (joven)         |       |
| 2013 | Switch                               | 《天機：富春山居圖》 | Xiao Yueyue                   |       |
| 2013 | Flash Play                           | 《致命闪玩》         | Chica de secundaria           | Cameo |
| 2013 | Personal Tailor                      | 《私人订制》         | Presentadora en una ceremonia | Cameo |
| 2015 | The Left Ear                         | 《左耳》             | Jiang Jiao                    |       |
| 2015 | Romance Out of the Blue              | 《浪漫天降》         | Sha Sha                       |       |
| 2015 | Bad Guys Always Die                  | 《坏蛋必须死》       | Chica china                   | Cameo |
| 2017 | The Founding of an Army              | 《建军大业》         | Deng Yingchao                 |       |
| 2017 | A Paper Marriage                     | 《一纸婚约》         | Xiao Xiang                    |       |
| 2019 | The Captain                          |                      |                               |       |
| 2018 | Shadow                               | 《影》               |                               |       |
| 2018 | Miracles of the Namiya General Store | 《解憂雜貨店》       | Xiao Qingmei                  |       |
| 2018 | Surrender to Innocent Girls          | 《向天真的女生投降》 | Yao Lan                       |       |
| 2020 | Oversize Love                        | 月半爱丽丝           | -                             |       |

### Televisión
| Año       | Título                                    | Título original                     | Papel                | Notas  |
| --------- | ----------------------------------------- | ----------------------------------- | -------------------- | ------ |
| 2001      | Yan Hai Fu Chen Di Qu                     | 《烟海浮沉地区》                    | Ping Ping            |        |
| 2003      | Life and Death on the Line                | 《生死一线》                        | Niu Niu              |        |
| 2003      | Never Give Up on Life                     | 《不弃今生》                        | Niu Niu              |        |
| 2004      | Wutong Acacia Rain                        | 《梧桐相思雨》                      | Qiao Niu (joven)     |        |
| 2004      | Life Belongs to the People                | 《生命属于人民》                    | Yan Zi (joven)       |        |
| 2004      | True Love Forever                         | 《真爱一世情》                      | Ai Li                |        |
| 2004      | Home with Babies                          | 《家有宝贝》                        | An Ni                |        |
| 2005      | Tie Se Gao Yuan                           | 《铁色高原》                        | Qunzi (joven)        |        |
| 2006      | Hong Yi Fang                              | 《红衣坊》                          | Zhao Xueming (joven) |        |
| 2006      | Give Marriage a Break                     | 《给婚姻放个假》                    | Shi Xiaoqing         |        |
| 2007      | Warmth                                    | 《温暖》                            | Kou Zi               |        |
| 2007      | Marry for Love                            | 《为爱结婚》                        | Lu Beibei            |        |
| 2007      | Cheongsam                                 | 《旗袍》                            | Yu Chou              |        |
| 2007      | Another Lifetime of Fate                  | 《再生缘》                          | Meng Lijun (joven)   |        |
| 2007      | The Shadow of Empress Wu                  | 《日月凌空》                        | Huaji Nana           |        |
| 2007      | Laugh and Live On                         | 《笑着活下去》                      | Yan Yang (joven)     |        |
| 2007      | Love in Future                            | 《爱在来时》                        | Qin Ya (joven)       |        |
| 2007      | Jia Zhu Xiao Qu                           | 《家住小區》                        | Tang Lele            |        |
| 2008      | Confused Little Angel                     | 《糊涂小天使》                      |                      |        |
| 2008      | Suddenly Moved                            | 《突然心动》                        | Xiao Ya              |        |
| 2008      | How Far Is Happiness                      | 《幸福还有多远》                    | Da Y                 |        |
| 2008      | Home with Kids                            | 《家有儿女新传》                    | Tang Na              |        |
| 2009      | Fei Lun Piao Yi Shao Nian                 | 《飞轮漂移少年》                    | Xiao Fei'er          |        |
| 2009      | Da Li Princess                            | 《大理公主》                        | Hexi (joven)         |        |
| 2009      | Secret War                                | 《密战》                            | Zhou Tingting        |        |
| 2009      | Dreaming                                  | 《故梦》                            | Tang Xijun           |        |
| 2010      | The Airship Agents                        | 《飞艇特工》                        | Qi Qike              |        |
| 2010      | Teahouse                                  | 《茶馆》                            | Niu Niu              |        |
| 2010      | King of Silk                              | 《经纬天地》                        | Zhen Qi              |        |
| 2010      | Bridge of Life and Death                  | 《生死桥》                          | Dandan (joven)       |        |
| 2010      | My Wife                                   | 《我的糟糠之妻》                    | Le Le                |        |
| 2010      | The Vigilantes in Masks                   | 《怪侠一枝梅》                      | Chai Yan             |        |
| 2011      | You're My Brother                         | 《你是我兄弟》                      | Hua Leilei (joven)   |        |
| 2011      | To the North is the Big Sea               | 《向东是大海》                      | Da Feng'er           |        |
| 2011      | Confucius                                 | 《孔子春秋》                        | Xiaojiang (joven)    |        |
| 2011      | Govi Mother                               | 《戈壁母亲》                        | Zhongliu (joven)     |        |
| 2012      | War at Deep Sea                           | 《谍战深海》                        | Zhou Tingting        |        |
| 2012      | Ba La La Beautiful Bao Bei                | 《巴拉拉漂亮寶貝》                  | Zhou Xiaoqi          |        |
| 2012      | The Evolution of Genius                   | 《天才进化论》                      | An An                |        |
| 2012      | Mazu                                      | 《妈祖》                            | Lin Moniang (joven)  |        |
| 2013      | Aftershock                                | 《唐山大地震》                      | Su Xi                |        |
| 2013      | 101st Confession                          | 《101次告白》                       | Zhu Beibei           |        |
| 2013      | Flowers in Fog                            | 《花非花雾非雾》                    | Xuehua (joven)       |        |
| 2014      | Romance of our Parents                    | 《父母爱情》                        | An Yi                |        |
| 2014      | May December Love                         | 《大丈夫》                          | Ouyang Miaomiao      |        |
| 2014      | A Servant of Two Masters                  | 《一仆二主》                        | Yang Shumiao         |        |
| 2014      | Divorce Going On                          | 《离婚进行时》                      | Qian Xianxian        |        |
| 2014      | My Dad's Love Life                        | 《奶爸的爱情生活》                  | Ge Jingjing          |        |
| 2015      | The Wife's Lies                           | 《妻子的謊言》                      | Chen Puyu            |        |
| 2015      | Legend of Ban Shu                         | 《班淑傳奇》                        | Jiang Xiu            |        |
| 2015      | My Wife is Born After the 80s             | 《老婆大人是80后》                  | Visa                 |        |
| 2016      | Take the Wrong Car                        | 《搭错车》                          | Ah Mei               |        |
| 2016      | Our Pure Years                            | 《我们的纯真年代》                  | Ku Gua               |        |
| 2016      | May December Love 2                       | 《小丈夫》                          | Sun Tiantian         |        |
| 2016      | Mr Hahaha                                 | 《爆笑先森》                        | Enfermera            | Cameo  |
| 2016      | To Be A Better Man                        | 《好先生》                          | Peng Jiahe           |        |
| 2016      | Novoland: The Castle in the Sky           | 《九州·天空城》                     | Yi Fuling            |        |
| 2017      | Stairway to Stardom                       | 《逆袭之星途璀璨》                  | Ella misma           | Cameo  |
| 2017      | Xuan-Yuan Sword Legend: The Clouds of Han | 《轩辕剑之汉之云》                  | Yeyaxi               |        |
| 2017-2018 | Love of Aurora                            | 《极光之恋》                        | Han Xingzi           |        |
| 2018      | Untouchable Lovers                        | en chino simplificado, 《凤囚凰》   | Liu Chuyu            |        |
| 2018      | Sweet Combat                              | en chino simplificado, 《甜蜜暴击》 | Fang Yu              | [ 22 ] |
| 2018      | Dagger Mastery                            | 《神风刀》                          | Shui Lian            |        |
| 2019      | I Am The Head Teacher                     | 《我是班主任》                      | Xiao Guan            |        |
| 2020      | I Am This Type of Woman                   | 我就是这般女子                      | Ban Hua              | [ 23 ] |
| 2020      | Hi, Shicha Hai                            | 嗨，什刹海                          | Zuang Xiaoxiao       |        |
| 2020      | Twenty Your Life On                       | 二十不惑                            | Liang Shuang         |        |
| 2020      | The Brightest of Us                       | 最灿烂的我们                        |                      |        |
| 2021      | Once Young                                | 曾少年                              | Xie Qiao             |        |

### Series web
| Año  | Título           | Título original | Papel             | Notas |
| ---- | ---------------- | --------------- | ----------------- | ----- |
| 2013 | 101st Confession | 《101次告白》   | Zhu Beibei        |       |
| 2015 | Love of Magic    | 《魔法触恋》    | Princess An Jiexi |       |
| 2015 | Seventeen Blue   | 《会痛的17岁》  | Gui Zhi           |       |
| 2016 | Hello Mr. Right  | 《老师晚上好》  | Lin Xia           |       |

### Programas de variedades
- 2015, 2016, 2017, 2020: Happy Camp - (6 episodios) - invitada
- 2017: Day Day Up - invitada
- 2020: Keep Running S8 - invitada

### Eventos
- 2021: 2020 Weibo Night2020: interpretó "How U Like That" (我怎么这么好看) durante el Zhejiang TV 2021 New Year Countdown Gala.Nice to Meet Poetry - (Special Spring Poetry Livestrea

## Discografía

### Álbumes
- 2015: Eighteen

### Sencillos
| Año  | Título                         | Título original  | Álbum                                         | Notas               |
| ---- | ------------------------------ | ---------------- | --------------------------------------------- | ------------------- |
| 2015 | «Princess An Jie Xi»           | 安洁西公主       | Sin álbum                                     |                     |
| 2015 | «The Story Between You and Me» | 关于你和我的故事 | Sin álbum                                     |                     |
| 2016 | «Music Dream»                  | 音梦             | Novoland: The Castle in the Sky OST           |                     |
| 2016 | «Slow Movement»                | 漫动作           | Sin álbum                                     | con Wilber Pan      |
| 2017 | «Bright Moon»                  | 明月             | Xuan-Yuan Sword Legend: The Clouds of Han OST |                     |
| 2017 | «For My 17-year-old Self»      | 给17岁的自己     | Secret Fruit OST                              | con varios artistas |
| 2017 | «Once Again»                   | 二次初恋         | Once Again OST                                | con Wang Yibo       |

### Otros
| Año  | Canción                 | Álbum                                                      | Notas                                                                                            |
| ---- | ----------------------- | ---------------------------------------------------------- | ------------------------------------------------------------------------------------------------ |
| 2020 | Our Hearts Are Together | Lanzado por China Federation of Literary & Art Circles     | (Canción y mensajes para apoyar a quienes luchan contra el coronavirus) - junto a otros artistas |
| 2019 |                         | Presentación en el "Beijing TV New Year Countdown Concert" | junto a Zhang Ruoyun                                                                             |

## Embajadora
| Año  | Título                     | Notas                                     |
| ---- | -------------------------- | ----------------------------------------- |
| 2019 | Coach’s Women’s Collection | Embajadora de la marca en la región China |

## Premios y nominaciones
| Año  | Premio                                      | Categoría                | Trabajo nominado                | Resultado | Ref    |
| ---- | ------------------------------------------- | ------------------------ | ------------------------------- | --------- | ------ |
| 2014 | 1st Hengdian Wenrong Awards                 | Mejor actriz de soporte  | A Servant of Two Masters        | Ganadora  | [ 25 ] |
| 2015 | 6th China TV Drama Awards                   | Mejor nueva actriz       | A Servant of Two Masters        | Ganadora  | [ 26 ] |
| 2015 | 17th Huading Awards                         | Mejor recién llegado     | A Servant of Two Masters        | Nominada  |        |
| 2016 | 19th Huading Awards                         | Mejor recién llegado     | My Wife is Born After the 80s   | Nominada  |        |
| 2016 | 1st Gold Aries Award                        | Actriz con más potencial | The Left Ear                    | Ganadora  | [ 27 ] |
| 2016 | 7th Macau International Television Festival | Mejor actriz             | Novoland: The Castle in the Sky | Ganadora  | [ 19 ] |
| 2017 | 22nd Huading Awards                         | Mejor actriz             | Novoland: The Castle in the Sky | Nominada  | [ 28 ] |
| 2017 | 22nd Huading Awards                         | Mejor actriz de soporte  | To Be a Better Man              | Nominada  | [ 28 ] |
| 2017 | 23rd Shanghai Television Festival           | Mejor actriz de soporte  | To Be a Better Man              | Ganadora  | [ 17 ] |